# Железногорск (аэропорт)
Железного́рск — региональный аэропорт в 10 км к югу от города Железногорска-Илимского Иркутской области.

## Принимаемые типыВС
Ан-2, Ан-24, Ан-26, Ан-28, Ан-30, Ан-32, Як-40, Ми-2, Ми-8.

## Ближайшие аэропорты в других городах
- Усть-Кут (106 км)
- Братск (149 км)
- Казачинское (214 км)
- Усть-Илимск (297 км)
- Нижнеангарск (349 км)

## Происшествия и катастрофы
| Дата, время местное | Воздушное судно | Авиакомпания                    | количество жертв / количество человек на борту | Описание |
| ------------------- | --------------- | ------------------------------- | ---------------------------------------------- | --- |
| 18.09.1981 12:13    | Як-40 Ми-8ТВ    | Братский объединённый авиаотряд | 33 / 4+29 7 / 7                                | Из-за ошибки диспетчера управления воздушным движением произошло столкновение самолёта Як-40 и вертолёта Ми-8ТВ в облаках при заходе на посадку на высоте 400 метров. на борту Як-40 находились 29 пассажиров и 4 члена экипажа; на борту Ми-8 — 7 членов экипажа. Все погибли. |